# Lucy Zom
Lucy Zom (1 augustus 1940) is een Nederlands beeldend kunstenaar die actief was als sieraadontwerper, schilder, modeontwerper en textielkunstenaar.

## Biografie
Zom is opgeleid als textielontwerper aan de Gerrit Rietveld Academie te Amsterdam. 
Een collier van haar hand is door Marjan Unger en Gerard Unger samen met honderden andere sieraden van diverse Nederlandse ontwerpers in 2009 door een schenking in de collectie van het Rijksmuseum Amsterdam beland.